# Diplosoma variostigmatum
Diplosoma variostigmatum is een zakpijpensoort uit de familie van de Didemnidae. De wetenschappelijke naam van de soort is voor het eerst geldig gepubliceerd in 2008 door Hirose & Oka.